# ウクライナの芸術
ウクライナの芸術（ウクライナのげいじゅつ）について述べるこのページでは、ウクライナ史の全ての期間に作成されたあらゆる芸術作品を概観する。

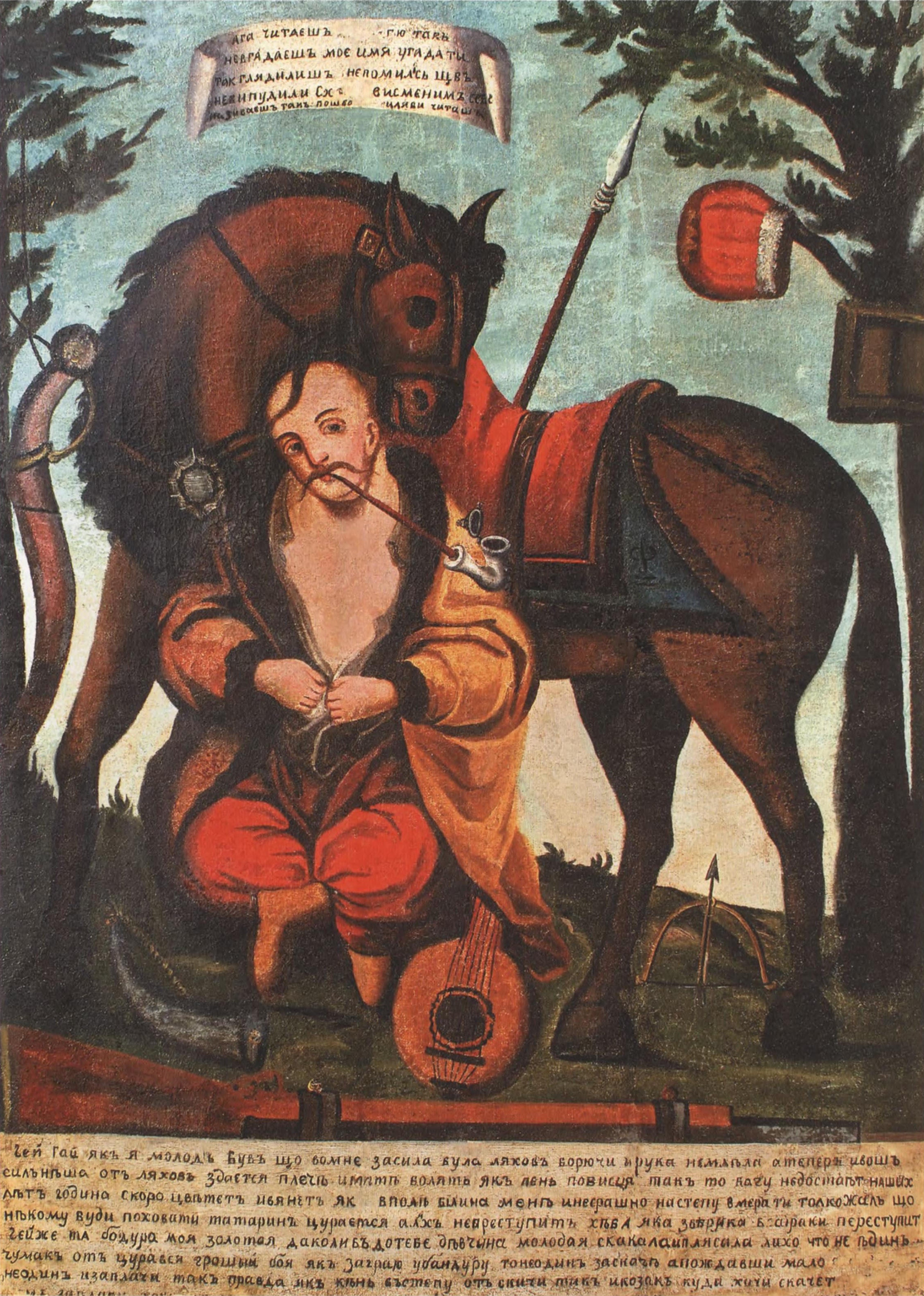
ウクライナの守り神コサック・ママーイ(1728年)

## 発展史

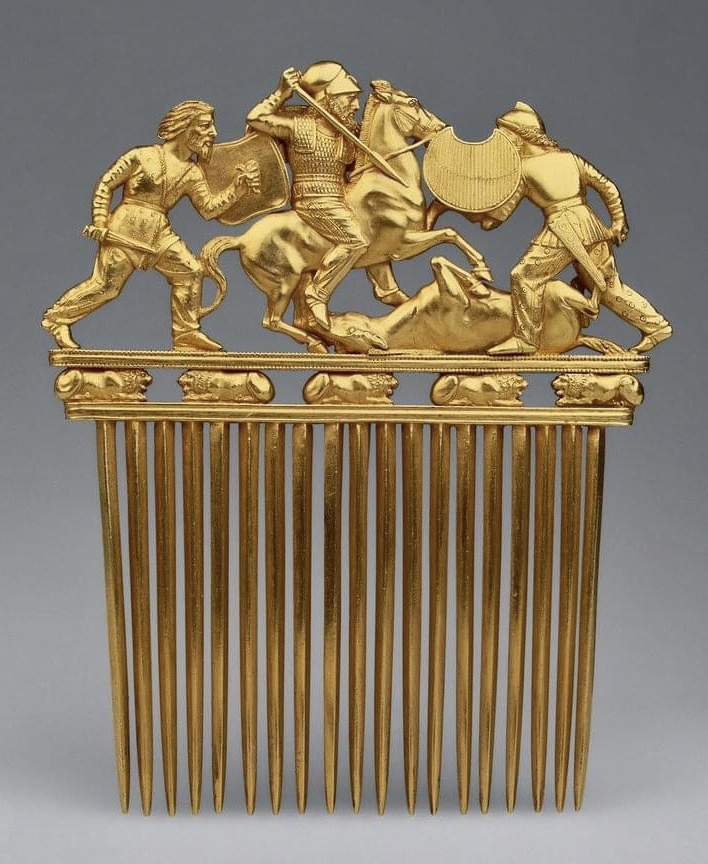
紀元前4世紀初頭のソロハスキタイの黄金製の櫛

ウクライナの芸術は古代にさかのぼる。
新石器時代の紀元前5500年から2750年ごろに、現在のルーマニア・モルドバ・ウクライナに当たる、カルパティア山脈からドニエプル川付近までの地方で栄えたククテニ・トリピッリャ文化。紀元前9世紀、遊牧民戦士として恐れられたキンメリア人のベロゼルスキー文化。紀元前8世紀から紀元前3世紀にかけて存在したスキタイは、ギリシャの歴史家ヘロドトスの『ヒストリアイ』でアケメネス朝ペルシアに打ち勝った最強の騎馬遊牧民と記されている。その民族のスキタイ美術がある。

## ウクライナの芸術の種類
芸術の分野を次のように分類できる。
- 絵画　- ウクライナの画家のリスト（英語版）
- グラフィック
- 彫刻　- ウクライナの彫刻（ウクライナ語版）
- カリグラフィー - ウクライナのカリグラフィー（英語版）
- 演劇　- ウクライナの演劇芸術（英語版）
- 音楽　- ウクライナの音楽（英語版）
- 映画　- ウクライナの映画
- 文学　- ウクライナの文学
- 応用美術
- 振り付け、ダンス　- ウクライナのダンス（英語版）
- シネマトグラフィー
- 芸術写真
- テレビ　- ウクライナのマスメディア（英語版）
- 演芸とサーカスアート　- サーカス（ウクライナ語版）

イヴァン・マゼーパのカリグラフィー
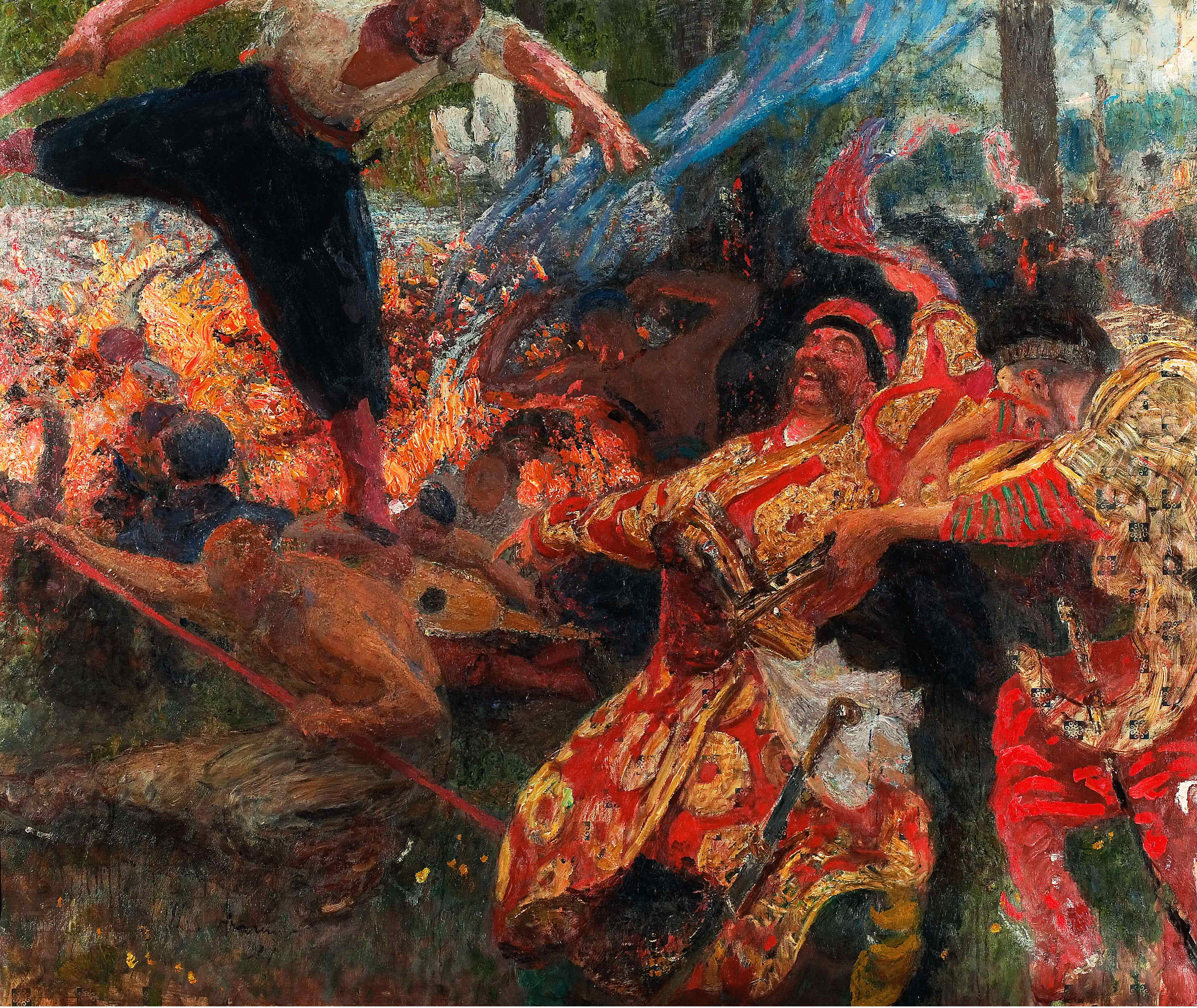
イリヤ・レーピン「ホパーク」（1927年）

### ウクライナの民衆芸術
ウクライナの民衆芸術（ウクライナのみんしゅうげいじゅつ）（en）とは文化の層であり、ウクライナの人々の世界観や心理、倫理的指針や美的願望の成り立ちに関連する。ウクライナ固有のあらゆる種類の伝承で単一の複合体として発展してきたものを対象とする。民俗音楽、民族舞踊や歌、装飾芸術や応用芸術などで、その歴史を見ると人々の生活に有機的に組み込まれてきたものである。

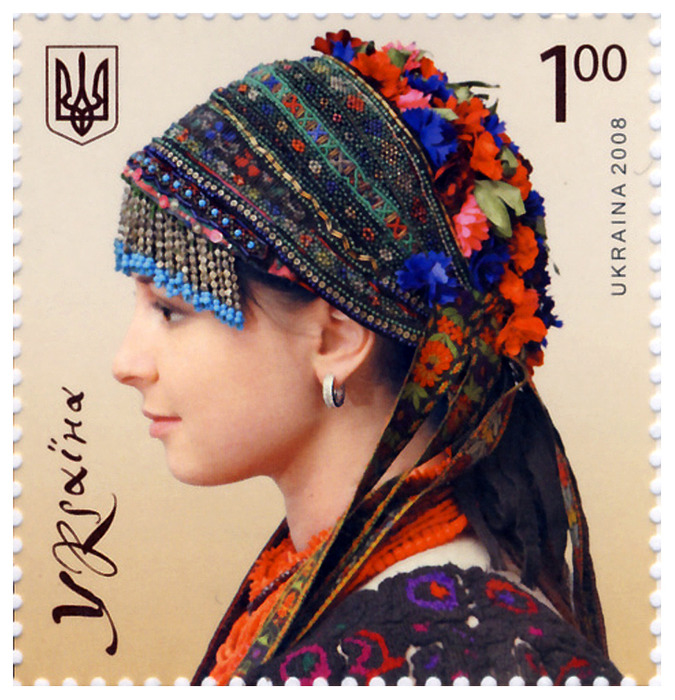
ウクライナのジュエリービーズ細工のウェディング ヘッドドレス

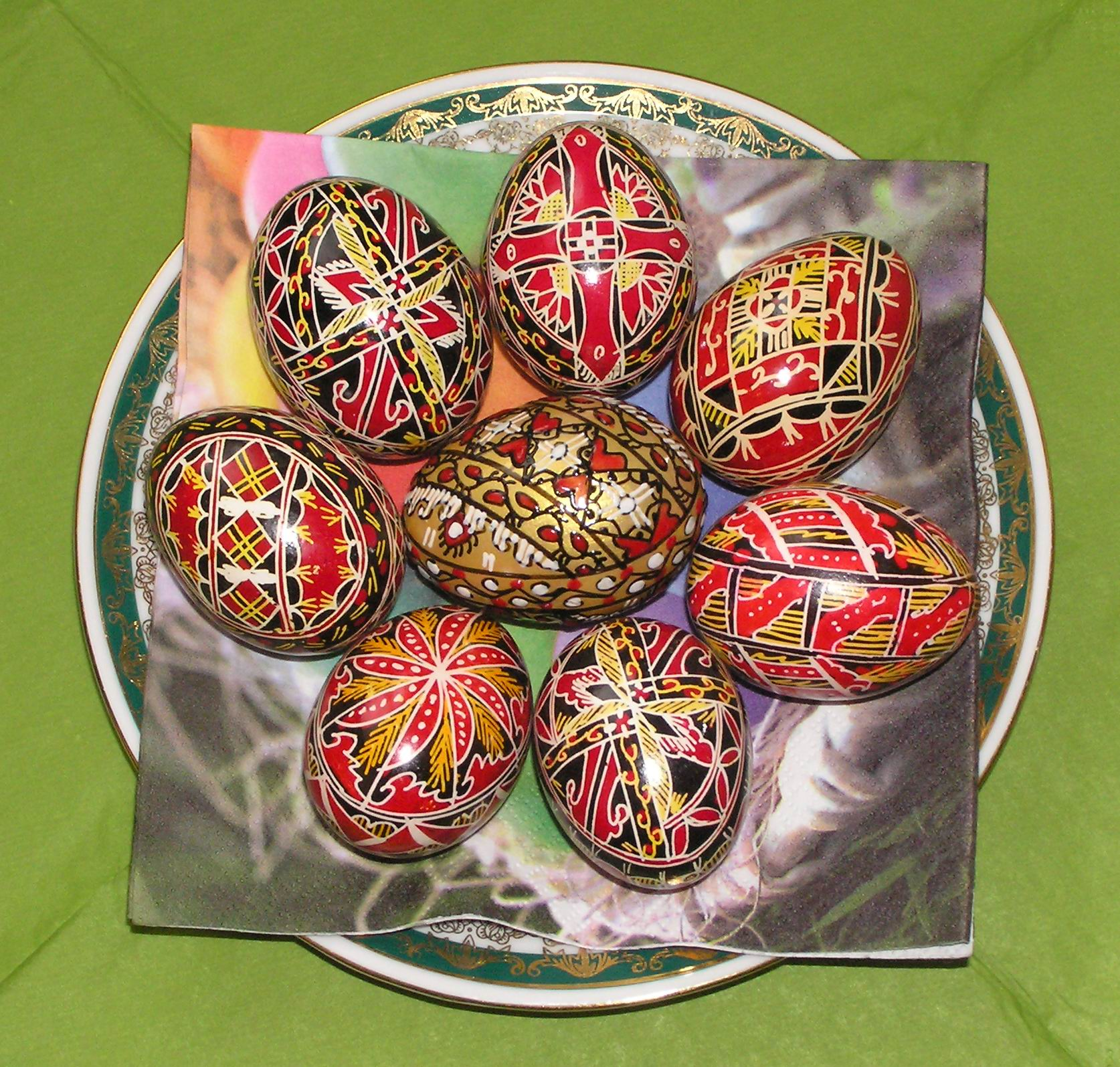
工芸品プィーサンカ

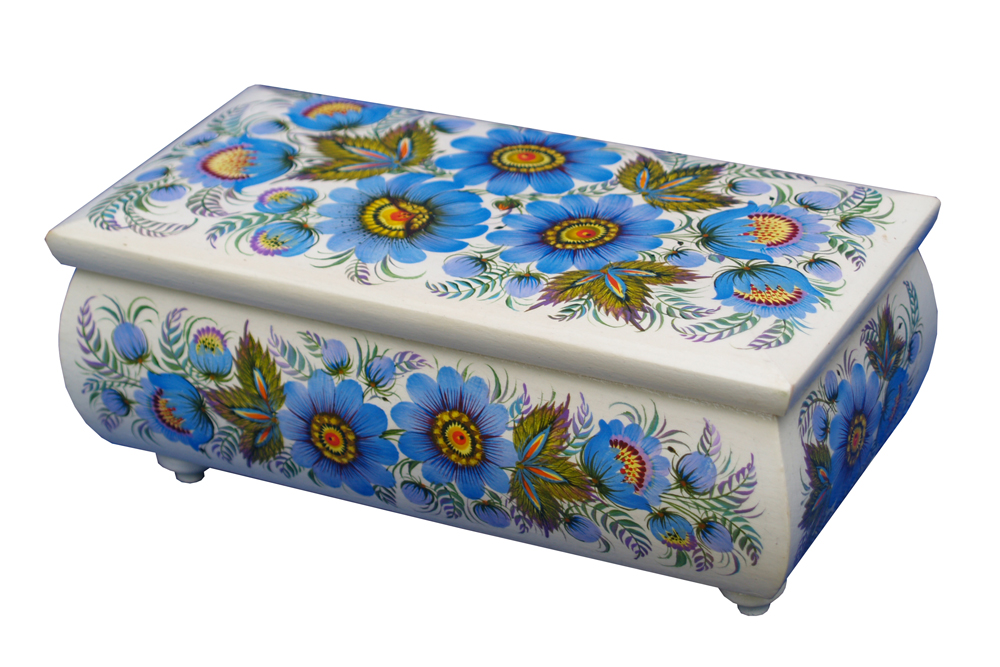
ペトリキウカ塗り

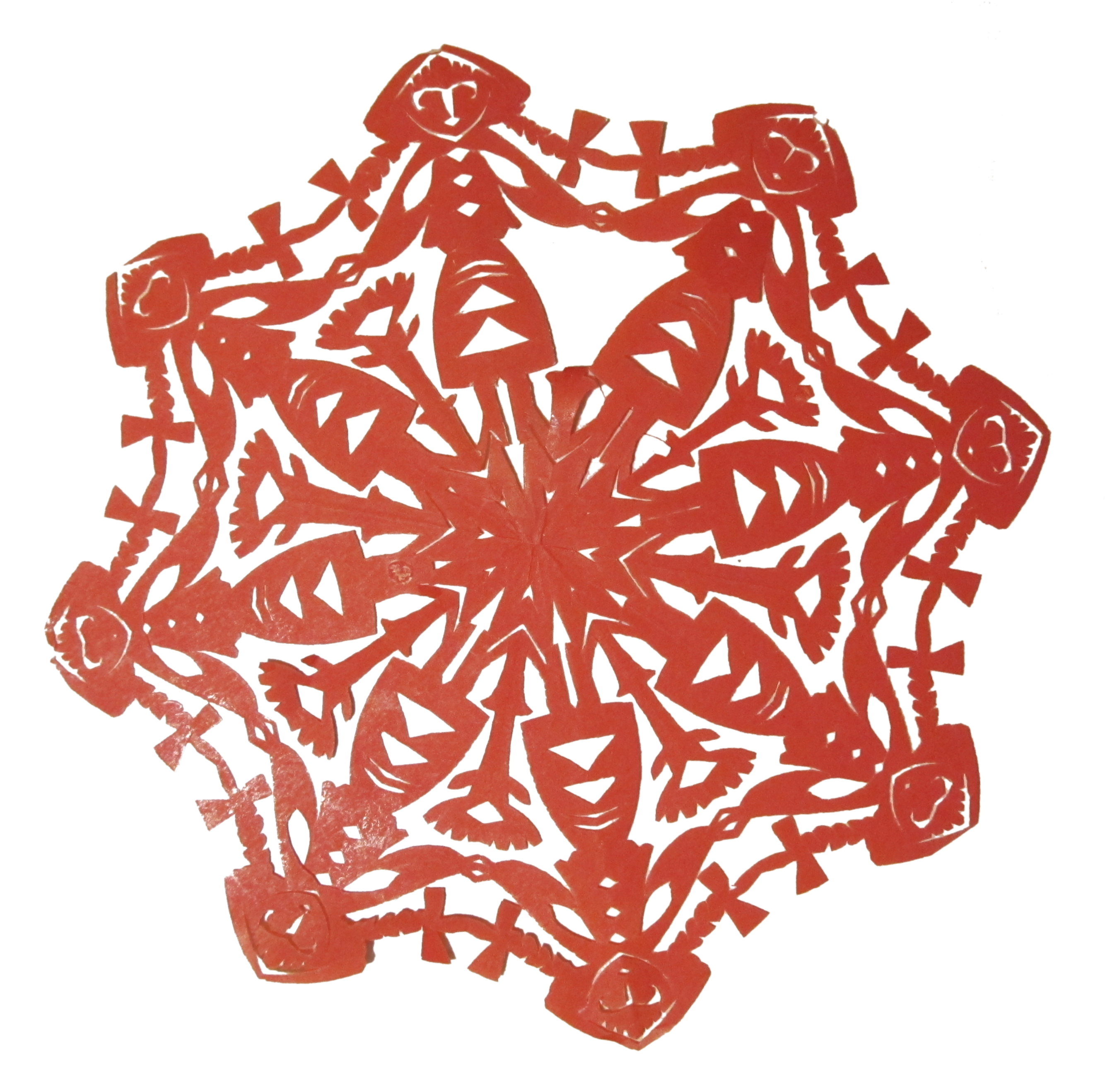
ホロヴォードをモチーフにしたヴィチナンキ（切り絵）

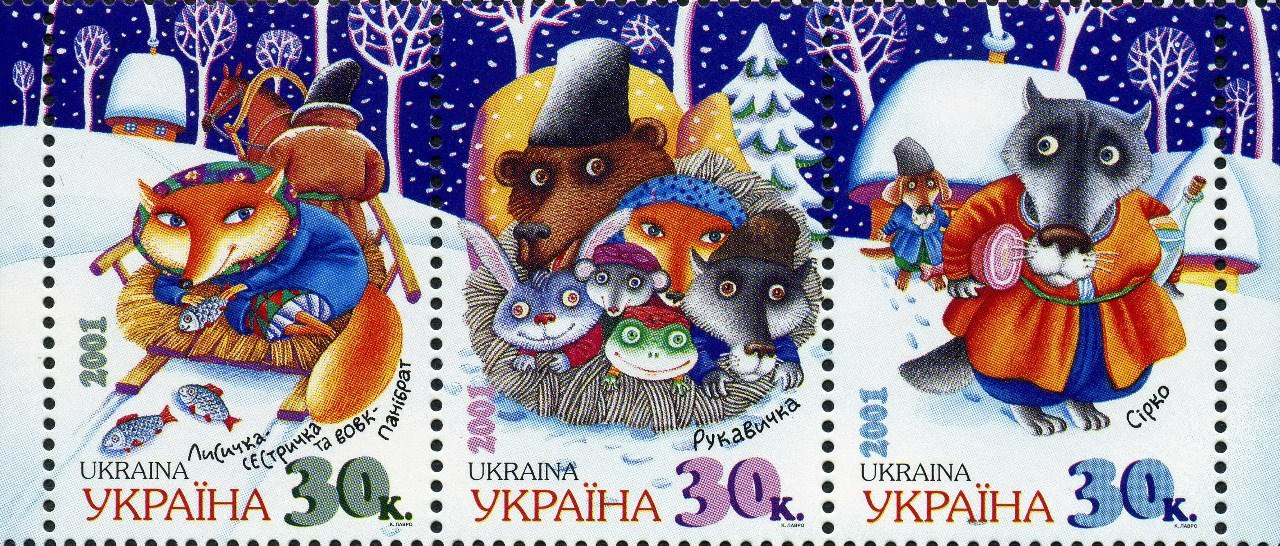
民話『てぶくろ』のキャラクターが登場するウクライナの切手（2001年）コンスタン・ラヴラ絵

## 時代と芸術

### ゴシック時代
建築史（en）で最も興味深い時期のひとつは14世紀の終わりから15世紀前半にわたり、多くの入植者が都市部に流入し、そのほとんどをドイツ人が占めた。芸術、特に建築に新しい文体をもたらしたのはこの集団である。画家はフレスコ画や祭壇画を作成し、最も鮮やかなゴシック絵画はステンドグラスという形態で示され、大きな開口部や、礼拝堂の上層階を埋め尽くした。

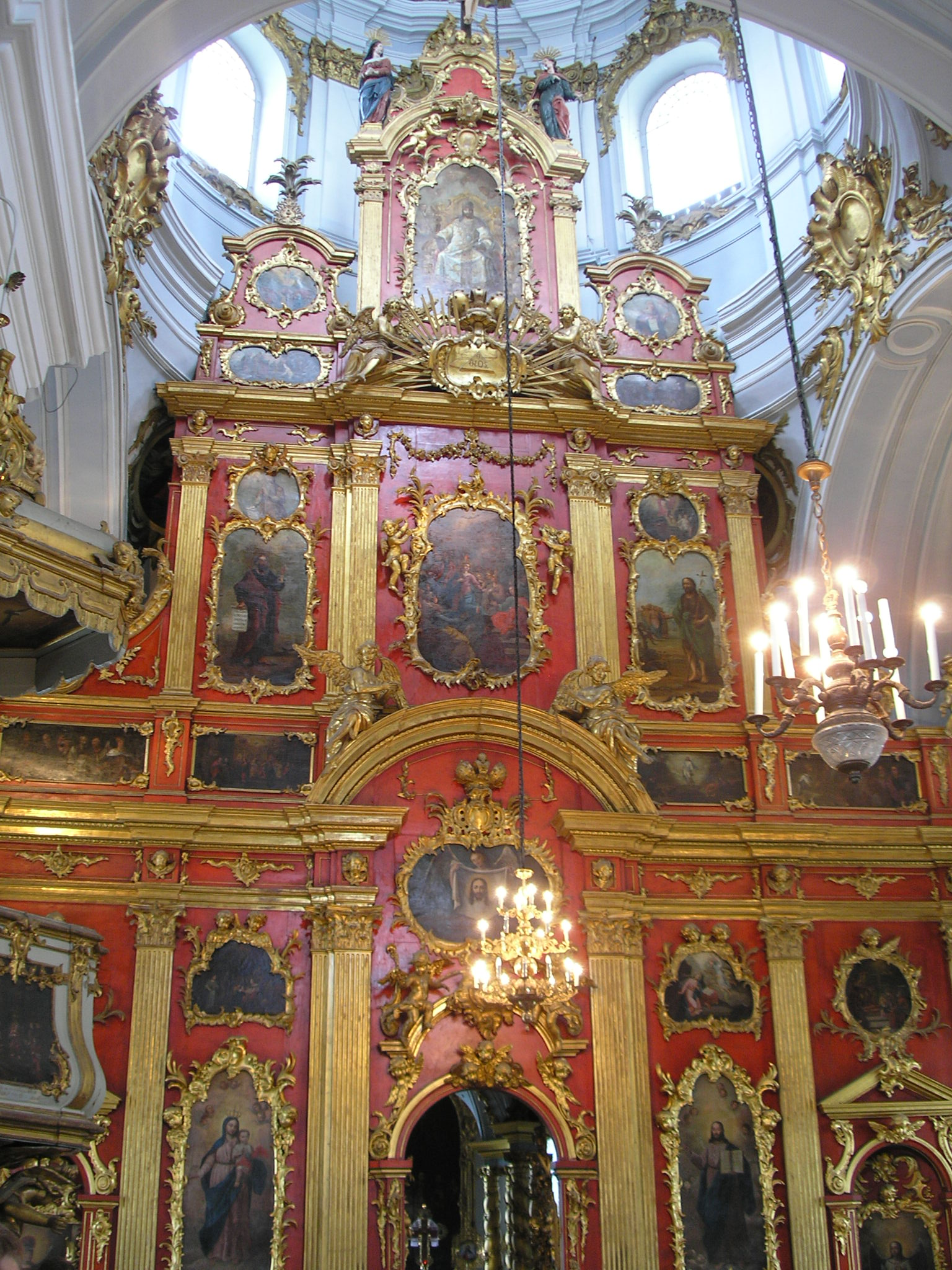
キーウ聖アンドリーイ教会イコノスタシス

### ルネサンス期
16世紀末の四半期から17世紀前半までをルネサンス期と呼び、ウクライナの芸術を概観するとイタリアの北方ルネサンスの建築的な形態が広がり、ヨーロッパ芸術の新たないぶきを取り入れつつキエフ・ロシア人とウクライナ人の民族芸術の伝統との融合が見られる。芸術の新しい手法や技術は目的化せず、建築物や人道の理想を芸術という印象に個人化する手段となった。この時期はウクライナ独自のバロック芸術の基盤である。国家思想を具現化し国民の精神性を体現するウクライナの文化は議論の的となるが、社会の空気を作り内在し、やがてボフダン・フメリニツキー主導の国家解放戦争がウクライナ国家を回復すると終わりを迎えた。

### バロック時代

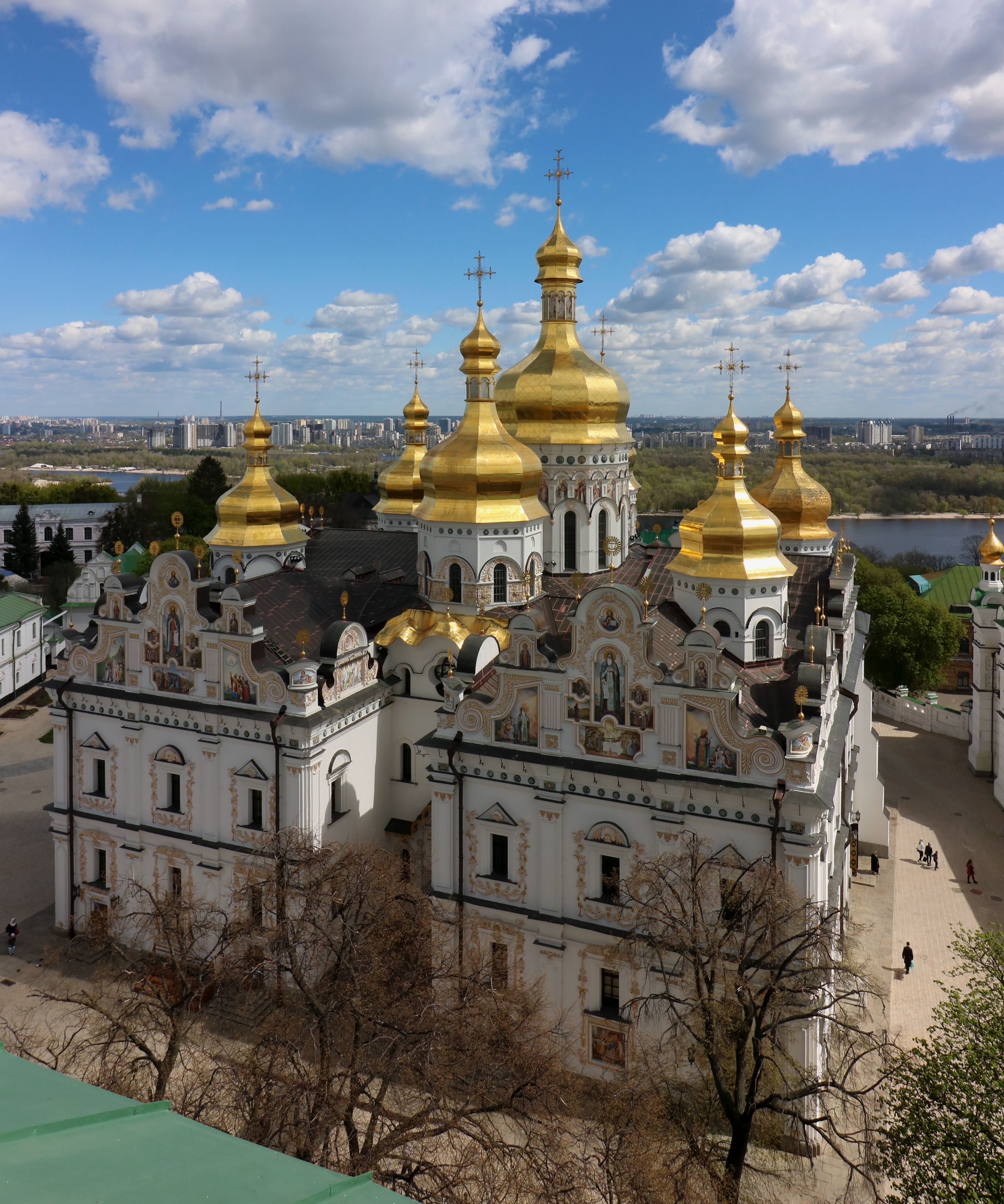
キエフ・ペチェールシク大修道院

## 現代ウクライナの芸術
現代美術は幅も奥行きもさまざまな多くの芸術グループで構成される。それぞれがたどる芸術の道は多様でも、追求する目標は共通しており、母国の芸術を明確に表現しようと模索し、形式の価値を深め、よって世界の芸術の宝庫に貢献することを目指している。
この国の現代芸術の発展と目的において、西ヨーロッパのたどる方向性と密接に関連してきた。帝政時代に政治的状況の影響を受けてやや出遅れはしたが、現代に入り急速な進化に必要な要素をすべて粉砕した。
印象派はすでにウクライナ芸術家たちの華麗な系譜に刺激を与えた。芸術群とはブラチェク Burachek やセルヒーイ・ヴァスィリキーはじめ、オレクサンドル・ムラシュコ、ムィコーラ・プィモネーンコなどがあげられる。絵画の実践ばかりか、展覧会や記事、美術教育を通じてウクライナ芸術の発展に寄与したことにより、現代芸術の作品が生まれる土壌を築いていった。
芸術活動に際して仕事の計画と実行をになう組織に形を与えるため、初の芸術組織「ウクライナ芸術家協会」（キエフ）が生まれ、やがて同様の団体がハリコフで、また後にリヴィウで誕生する。
新しい世代の芸術家が大量に世に出て活躍するにつれ、動向は大きく変革された。一般社会のより広範な層に芸術への関心をもたせるため、より多様な組織が求められる。純粋にウクライナの芸術問題のみを課題とする団体「ウクライナ革命芸術家協会」が支持され、ヨーロッパ芸術の実践ばかりか、ビザンチン時代の芸術に根ざすネオビザンチン派のグループを中心に結集した。
ウクライナの芸術に残るその功績は非常に重要であり、文体の追求により西ヨーロッパの芸術界で注目を集めている。このボイチュク、セドリヤル、パダルカ、ソフィヤ・ナレピンスカ＝ボイチュク、アゾフスキー、サクノフスカ、ミジン、フヴォズディク、ビズユキフなどの画家やグラフィックアーティスト、美術評論家が含まれる。
西ヨーロッパの写実派に分類される芸術家を組織する「ウクライナ現代芸術家協会」は、表現主義から新古典主義までを扱う。タラン、パルミフ、トカチェンコ、サディレンコ、クラマレンコ、ズダンコなどが代表的である。
西ウクライナに目を転じると、独立ウクライナ芸術家協会は前述の2団体の中間にあたり、相応の数の作家が参加する。
民族芸術にジャンル分けされる芸術家の広がりは非常に大規模なグループを築き、また印象派にも隣接する。クリチェウスキー、ミハイロフ、ノボセルスキー、ショブクネンコなどの名前は「ウクライナ赤の芸術家協会」にある。
これら主流の芸術団体は幅広い活動プログラムを備え、芸術と芸術評論のあらゆる分野で活発に要素を吸収した。さまざまな芸術分野から、小規模の芸術集団を取りこんでおり「ウクライナ若手芸術家協会」、「10月の会」、「ウクライナ芸術協会」、「平和の会」に加え、同胞でプラハとパリで活動するグループはますます実践を拡大している。

### 近代以降の主な作家
画家
- タラス・シェフチェンコ
- イヴァン・アイヴァゾフスキー
- アルヒープ・クインジ
- セルヒーイ・ヴァスィリキーウシクィイ
- ムィコーラ・プィモネーンコ
- オレクサンドル・ムラシュコ
- カジミール・マレーヴィチ
- アレクサンドラ・エクステル
- ソフィヤ・ナレピンスカ＝ボイチュク
- ウラジーミル・タトリン
- マリ・バシュキルツェフ
- ヴィクトール・パリモフ
- イェフィム・ゴリシェフ
- マリア・プリマチェンコ
- エッマ・アンドリエーヴシカ
- フェディル・クリチェヴスキー

彫刻家
- アレクサンダー・アーキペンコ
- マリ・バシュキルツェフ

写真家
- ソフィア・ヤブロンスカ
- イリーナ・ツビラ
- マクシム・レヴィン

サンドアート
- クセニア・シモノヴァ

現代カリグラファー
- RAIRYU（ウクライナ語版） - 森本龍石に師事

## ギャラリー

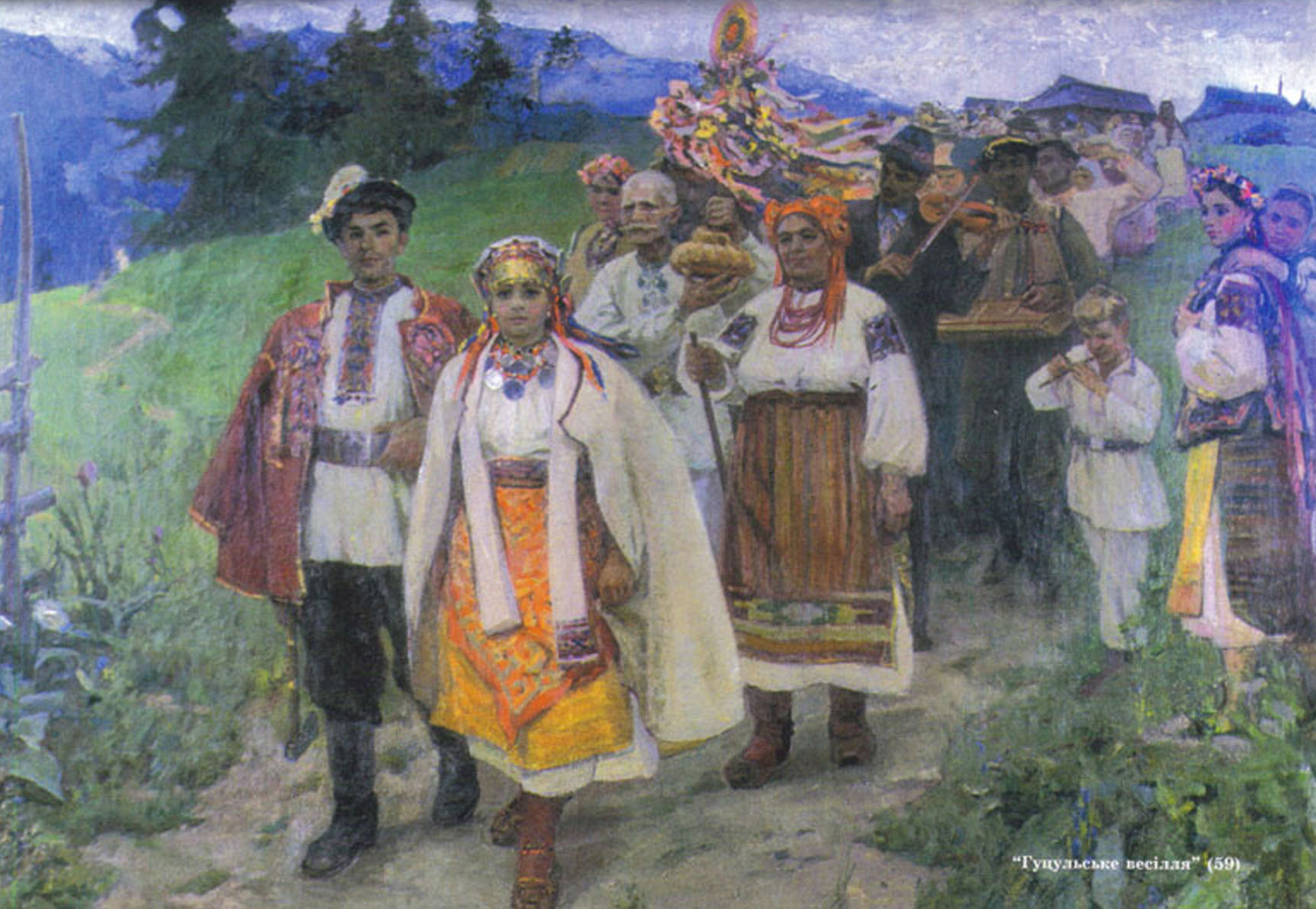
ガリーナ・ズブチェンコ『フトスルの婚礼』1959年 （キエフ、イヴァン・ゴンチャー博物館（英語））
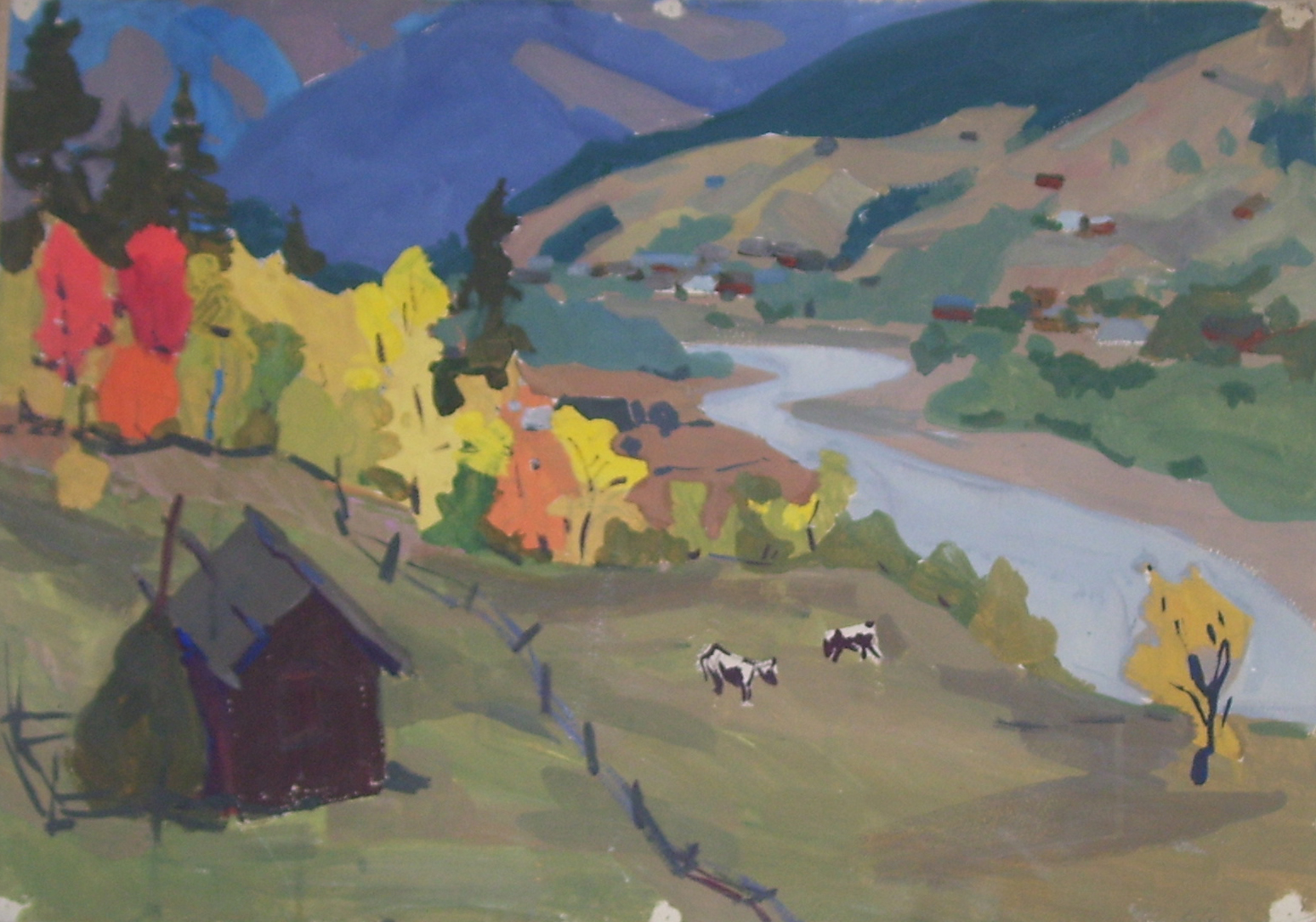
『カルパチア山脈の秋景』
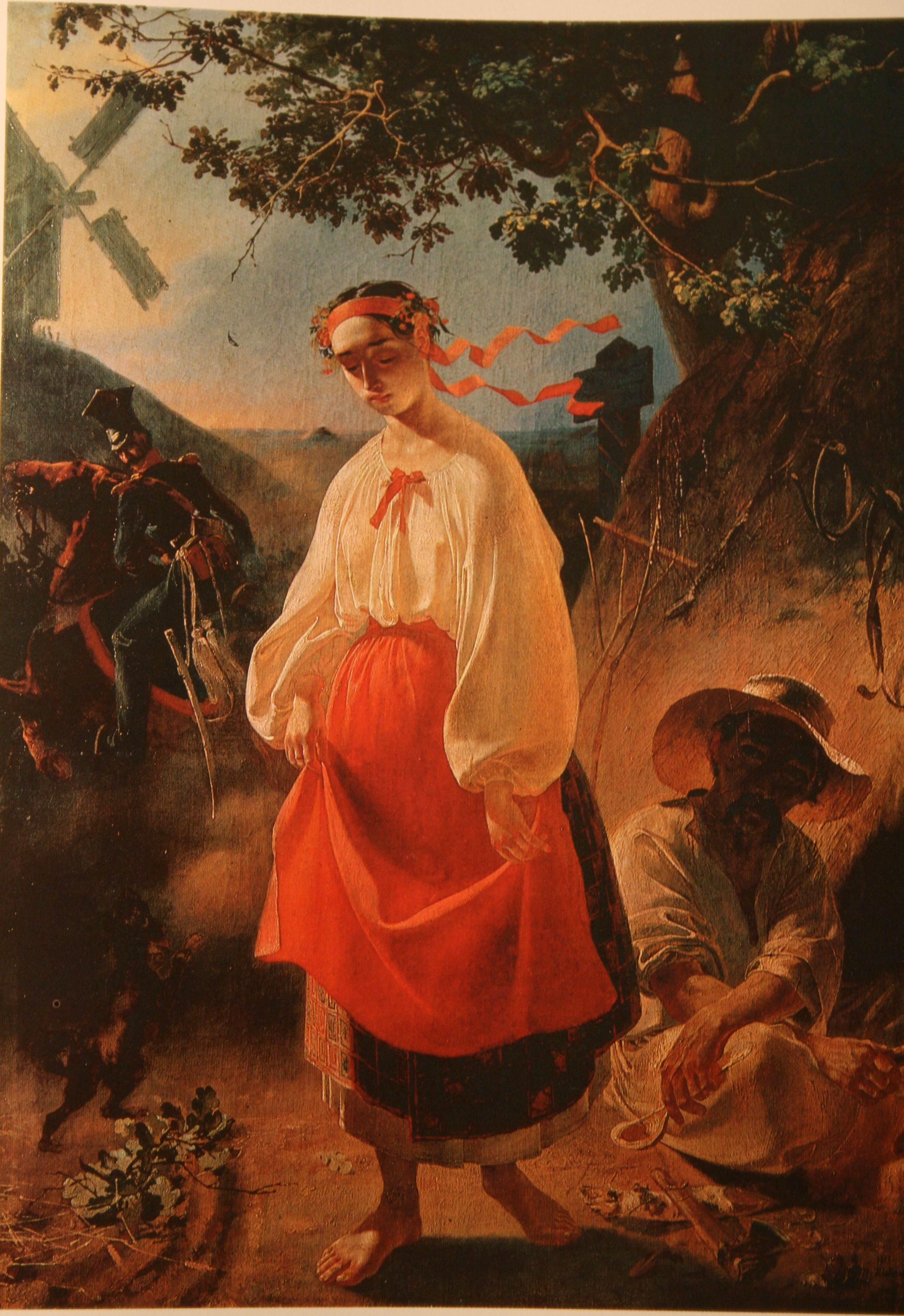
タラス・シェフチェンコ「カテルィーナ（ウクライナ語版）」（油絵、1842年）[5]。
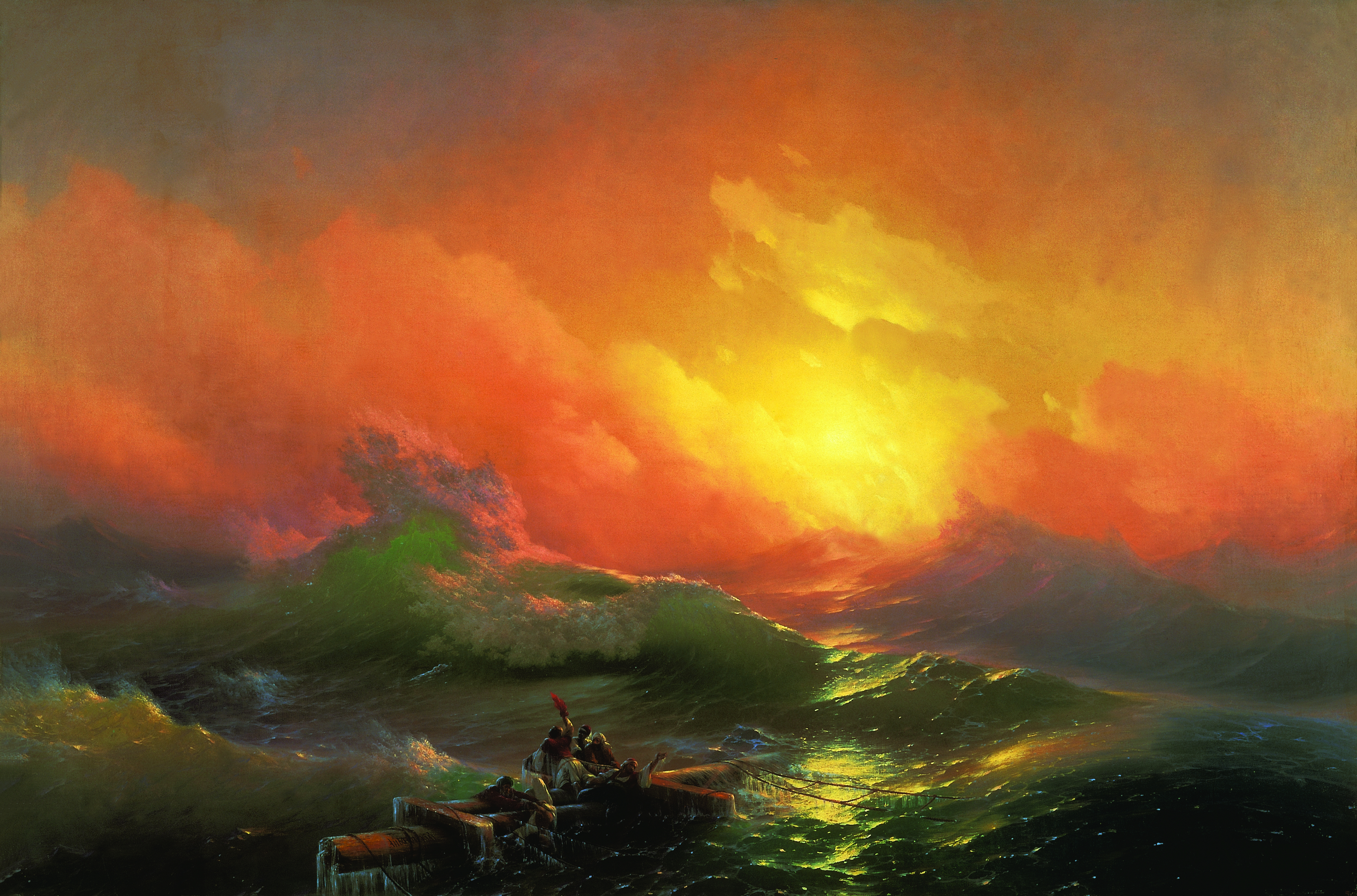
イヴァン・アイヴァゾフスキー『第九の波涛』（単に『怒涛』とも）
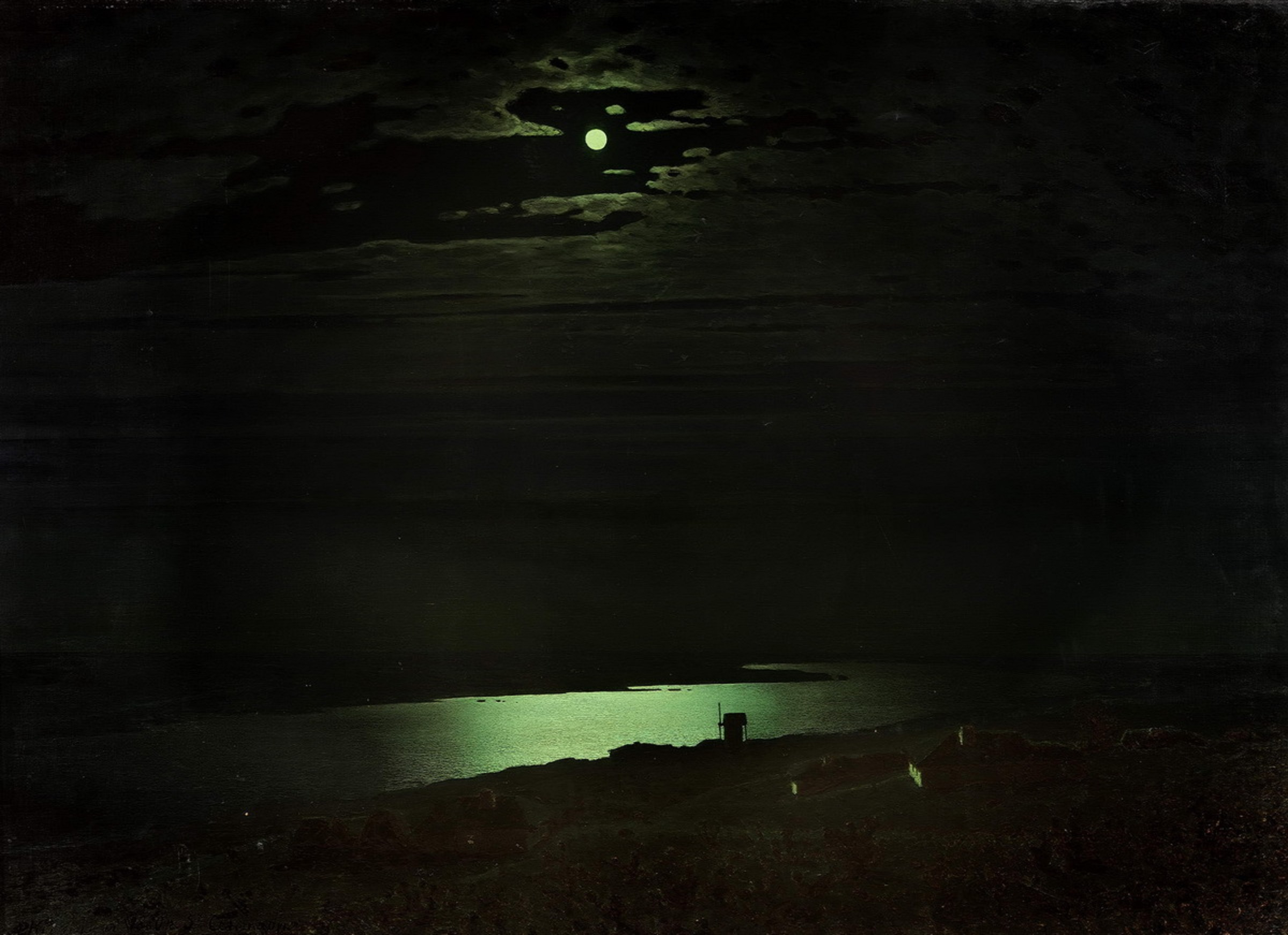
アルヒープ・クインジ『ドニエプルの月夜』、1880年
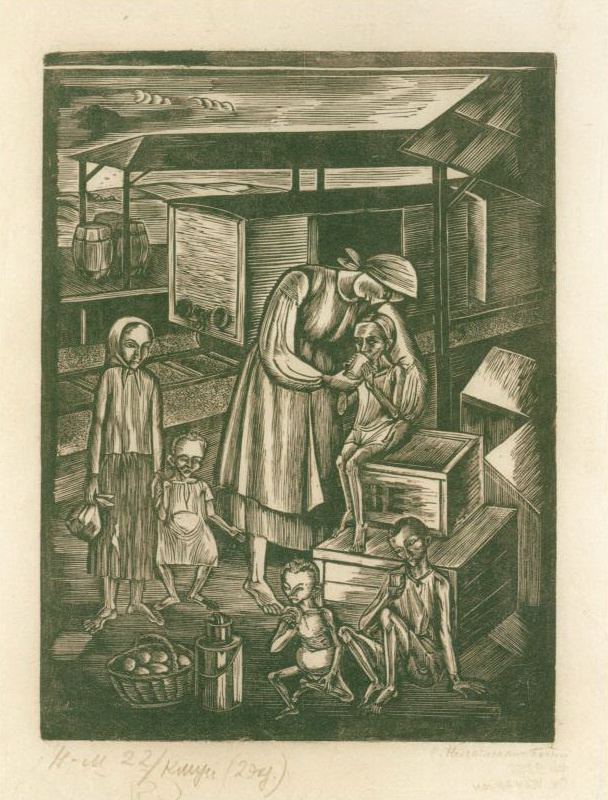
ソフィヤ・ナレピンスカ＝ボイチュク『飢餓』（ホロドモールをモチーフにした作品）
マリア・プリマチェンコ『«Дикий чаплун», (1977年)』1999年のウクライナの切手